# Masasteron tuart
Masasteron tuart là một loài nhện trong họ Zodariidae.
Loài này thuộc chi Masasteron. Masasteron tuart được Barbara C. Baehr miêu tả năm 2004.